# Велика награда Емилије Ромање 2021.
Велика награда Емилије Ромање 2021 (званично позната као итал. Formula 1 Pirelli Gran Premio del Made in Italy e dell'Emilia Romagna 2021) је била трка Формуле 1 која је одржана 18. априла 2021. на Аутодрому Енцо и Дино Ферари у Имоли, Италија. Трка, одржана по мокрим условима, била је друга рунда светског шампионата Формуле 1 2021. и друга Велика награда Емилије Ромање.
Луис Хамилтон, који је предводио шампионат возача, стартовао је са пол позиције, али га је у првој кривини претекао Макс Верстапен из Ред була, који је водио остатак трке и однео победу. Хамилтон је успео да се опорави од мањег судара и заузме друго место за екипу Мерцедеса, одмах испред Макларена од Ланда Нориса. Трка је била прекинута на половини након судара при великој брзини у којем су учествовали Валтери Ботас и Џорџ Расел.

## Позадина
Ова трка је била друга рунда светског шампионата Формуле 1 2021. и друга трка Велике награде Емилије Ромање. Био је то двадесет девети пут да је Имола била домаћин трке Формуле 1, пошто је претходно била домаћин 26 издања Велике награде Сан Марина и Велике награде Италије 1980. За разлику од издања из 2020. (које је трајало два дана), овај догађај је користио традиционални тродневни формат.
Возачи и тимови су били исти као на листи за пријаву сезоне без додатних резервних возача за трку. Добављач гума Пирели донео је смеше за гуме Ц2, Ц3 и Ц4 (означене као тврда, средња и мекана) за тимове да их користе на догађају.
У марту 2021. организатори су најавили да ће се трка одржати иза затворених врата због пандемије ковид19 у Италији. ДРС зона која се налази на главном правцу је била дужа од претходног издања трке, да би се помогло претицању. Тачка детекције је премештена са после скретања 18 на пре скретања 17.
Луис Хамилтон је ушао у викенд као бранилац победника трке и лидер шампионата, са седам бодова предности у односу на Макса Верстапена из Ред була. Верстапен је важио за фаворита за победу у трци, испред Хамилтона и његовог сувозача Валтерија Ботаса. Неки тимови су имали нове делове на својим болидима за прву европску трку године, а Ферари и Вилијамс су користили своје верзије подова у облику слова З које су Мерцедес и Ред бул користили у Бахреину.

## Тренинг
Одржана су три тренинга, све по сат времена. Први тренинг почео је у 11:00 по локалном времену (УТЦ+02:00) у петак, 16. априла. Други тренинг је почео у 14:30 по локалном времену истог поподнева, а завршни тренинг је почео у 11:00 у суботу.
Први тренинг завршен је најбржим Ботасом испред Хамилтона и Верстапена. Сесија је два пута обележена црвеном заставом, први пут након судара између Серхиа Переза из Ред була и Естебана Окона из Алпине у петој и шестој кривини, а други пут када је се Никита Мазепин сударио у 18. Други тренинг завршен је најбржим Ботасом испред Хамилтона и Пјера Гаслија, који су возили за Алфа Таури. Сесија је два пута прекидана, први пут када је Верстапен стао на стази, што је резултирало виртуелним безбедносним аутомобилом који је био распоређен, и други пут када је Шарл Леклер ударио свој Ферари, на крају сесије, изазвавши црвену заставу. Последњи тренинг завршен је најбржим Верстапеном испред Макларена од Ланда Нориса и Хамилтона.

## Квалификације
Време квалификација је померено да се избегне сукоб са сахраном принца Филипа, војводе од Единбурга, који је умро 9. априла као резултат тога, време почетка тренинга је такође прилагођено. Пре почетка квалификација у 14 часова по локалном времену (УТЦ+02:00), минутом ћутања обележена је принчева смрт. Први део квалификација (К1) је обележен црвеном заставом након што се Јуки Цунода окренуо и тешко се сударио у Вариенте Алта шикани. Пошто је само пет возача поставило време пре Цунодиног судара, стаза је била приметно претрпан пред крај сесије. Поред Цуноде, међу елиминисаним возачима су били и Алфа Ромео од Кимија Рејкенена и Антонија Ђовинација, и оба Хасова возача Мик Шумахер и Никита Мазепин. Ђовинаци је касније јавно критиковао Мазепина, који га је претекао у његовом последњем кругу, приморавши га да одустане. Други део квалификација (К2) је био мање забаван, али је изненађујуће елиминисан Ферари од Карлоса Саинза, који је узео само једанаесто место. Иза Шпанца били су Џорџ Расел, Себастијан Фетел, Раселов сувозач Николас Латифи и Фернандо Алонсо. Серхио Перез је био на врху сесије, испред Макларена од Ланда Нориса који је изгледао импресивно цео викенд.
Луис Хамилтон је по 99. пут заузео пол позицију у финалном делу квалификација, непосредно испред Ред була од Переза, који је признао да је изгубио време на Риваци дуплој левој кривини. Норис би први пут у каријери почео у првом реду да није прекорачио границе стазе на брзој Пирателиној кривини, што је довело до тога да му време буде избрисано, стартовао је 7. Перезов сувозач Макс Верстапен се тако пласирао на треће место, мање од десетинке секунде иза Хамилтона, док је Шарл Леклер успео да заузме четврто место у сесији. Иза њих, Пјер Гасли и Данијел Рикардо су се квалификовали на пето и шесто место, док је Хамилтонов сувозач Валтери Ботас доживео бурну сесију пошто је био први у К1, док је био тек осми у К3. Првих десет заокружили су Естебан Окон и Ланс Строл, од којих овај други није направио круг током сесије.

### Квалификациона класификација
| Поз.   | Бр. | Возач            | Конструктор  | Квалификациона времена | Квалификациона времена | Квалификациона времена | Стартна позиција |
| Поз.   | Бр. | Возач            | Конструктор  | К1                     | К2                     | К3                     | Стартна позиција |
| ------ | --- | ---------------- | ------------ | ---------------------- | ---------------------- | ---------------------- | ---------------- |
| 1      | 44  | Луис Хамилтон    | Мерцедес     | 1:14,823               | 1:14,817               | 1:14,411               | 1                |
| 2      | 11  | Серхио Перез     | Ред бул      | 1:15,395               | 1:14,716               | 1:14,446               | 2                |
| 3      | 33  | Макс Верстапен   | Ред бул      | 1:15,109               | 1:14,884               | 1:14,498               | 3                |
| 4      | 16  | Шарл Леклер      | Ферари       | 1:15,413               | 1:14,808               | 1:14,740               | 4                |
| 5      | 10  | Пјер Гасли       | Алфа Таури   | 1:15,548               | 1:14,927               | 1:14,790               | 5                |
| 6      | 3   | Данијел Рикардо  | Макларен     | 1:15,669               | 1:15,033               | 1:14,826               | 6                |
| 7      | 4   | Ландо Норис      | Макларен     | 1:15,009               | 1:14,718               | 1:14,875               | 7                |
| 8      | 77  | Валтери Ботас    | Мерцедес     | 1:14,672               | 1:14,905               | 1:14,898               | 8                |
| 9      | 31  | Естебан Окон     | Алпин        | 1:15,385               | 1:15,117               | 1:15,210               | 9                |
| 10     | 18  | Ланс Строл       | Астон Мартин | 1:15,522               | 1:15,138               | Нема време             | 10               |
| 11     | 55  | Карлос Саинз     | Ферари       | 1:15,406               | 1:15,199               | Н/Д                    | 11               |
| 12     | 63  | Џорџ Расел       | Вилијамс     | 1:15,826               | 1:15,261               | Н/Д                    | 12               |
| 13     | 5   | Себастијан Фетел | Астон Мартин | 1:15,459               | 1:15,394               | Н/Д                    | 13               |
| 14     | 6   | Николас Латифи   | Вилијамс     | 1:15,653               | 1:15,5931              | Н/Д                    | 14               |
| 15     | 14  | Фернандо Алонсо  | Алпин        | 1:15,832               | 1:15,5931              | Н/Д                    | 15               |
| 16     | 7   | Кими Рејкенен    | Алфа Ромео   | 1:15,974               | Н/Д                    | Н/Д                    | 16               |
| 17     | 99  | Антонио Ђовинаци | Алфа Ромео   | 1:16,122               | Н/Д                    | Н/Д                    | 17               |
| 18     | 47  | Мик Шумахер      | Хас          | 1:16,279               | Н/Д                    | Н/Д                    | 18               |
| 19     | 9   | Никита Мазепин   | Хас          | 1:16,797               | Н/Д                    | Н/Д                    | 19               |
| —      | 22  | Јуки Цунода      | Алфа Таури   | Нема време             | Н/Д                    | Н/Д                    | 202              |
| Извор: |     |                  |              |                        |                        |                        |                  |

## Трка
Трка је почела у 15:00 по локалном времену (УТЦ+02:00) и трајала је 63 круга. Јака киша је пала пре трке, а на путу до старта, Фернандо Алонсо је изгубио контролу и ударио зид у Тоси, успео је да се одвезе до старта, где су Алпинини механичари успели да поправе штету. Себастијан Фетел је морао да крене из питлејна пошто су му се кочнице прегрејале пре трке, а добио је казну од десет секунди када тим није успео да постави гуме његовог аутомобила пре истека рока од пет минута. Шарл Леклер је успео да се опорави од окретања у формацијском кругу и почне трку.
На старту трке, Макс Верстапен је сјајно стартовао и успео да претекне и свог тимског колегу Серхија Переза и првог Луиса Хамилтона и да преузме вођство. Хамилтон је био принуђен да пређе преко ивичњака на спољној страни Тамбурело кривине, што му је оштетило предње крило. У вожњи до Варианте Алта шикане, Никита Мазепин није успео да избегне Вилијамс од Николаса Латифија, који је прешао на десну страну Аква Минералиа. Мазепинов Хас је изашао неоштећен, али је Латифи ударио у зид, чиме је завршио своју трку. Током трајања сигурносног аутомобила, Мик Шумахер се окренуо близу излаза из бокса и изгубио предње крило, док је Перез, након што је улетео у шљунак, непрописно повратио своју позицију, акција која му је донела десет секунди стоп-го казне. Са кишом која је постепено престајала, Фетел је био први возач који је прешао на слик гуме, што је учинио у 22. кругу. Верстапен, који је водио нешто више од секунде од Хамилтона, отишао је у 27. кругу на сликове. Хамилтон је, желећи да искористи прилику, изгледао као да је везан за свог ривала када је ушао у бокс у следећем кругу, али га је релативно споро заустављање вратило назад иза Верстапена.
У тридесет првом кругу, Хамилтон је склизнуо на шљунак у Тоси, док је покушавао да заобиђе Вилијамс од Џорџа Расела. Покушао је да заустави свој аутомобил даље од баријера, али је улетео директно у баријере док је покушавао да се поново укључи у трку, оштетивши предње крило. Убрзо након тога, Расел је учествовао у судару од 320 км/ч (200 миља на сат) са другим Мерцедесом од Валтери Ботаса, на улазу у брзу Тамбурело шикану, трка је била означена црвеном заставом јер су се остаци расули по стази. Оба возача су била приметно бесна након инцидента. Расел је отишао до Ботаса у Мерцедесу да би се суочио са њим, док је Ботас одговорио на Раселов лагани ударац по кациги показавши му средњи прст. Пошто су судије окарактерисали инцидент као тркачки, ниједан возач није кажњен.
Непосредно пре поновног старта, Верстапен се замало окренуо код Риваце, али је успео да задржи контролу, задржао је вођство и остаао је до краја трке. Иза њега, Ландо Норис је претекао Ферари од Шарла Леклера за друго место, док су се Перез и Јуки Цунода окренули у Вилневу и Тамбурело, односно пали на 14. и 15. место. Хамилтон је, стартујући девети после црвене заставе, напредовао кроз трку и на крају успео да прође Нориса за друго место у 60. кругу. Норис је освојио свој други подијум са трећим местом, након истог пласмана у Аустрији претходне године. Хамилтон је освојио бонус поен за најбржи круг, што му је омогућило да задржи вођство у првенству над Верстапеном.

### После трке
Тото Волф је изразио незадовољство и Ботасом и Раселом након трке, али је приметио да је очекивао да ће Расел, члан Мерцедесовог јуниорског тима, бити опрезнији док претиче Мерцедес. Ботас је задобио модрицу колена у судару од 30-Г силе, а Волф је такође био изнервиран што му је аутомобил скоро потпуно уништен. Следећег дана Расел је изразио жељу да „разбистри ваздух“ са Ботасом након сукоба, а касније се извинио Ботасу и тиму Вилијамса. Ланс Строл је касније добио казну од пет секунди јер је пресекао Тамбурело шикану, пао је са седмог на осмо место. Кими Рејкенен је добио тридесет секунде казну након што је прекршио правила поновног старта, па је са деветог места пао на тринаесто. Рејкененов тим се жалио на казну, која је потврђена након ревизије.

### Тркачка класификација
| Поз.                                                        | Бр. | Возач            | Конструктор  | Кругова | Време/Разлика | Место | Поени |
| ----------------------------------------------------------- | --- | ---------------- | ------------ | ------- | ------------- | ----- | ----- |
| 1                                                           | 33  | Макс Верстапен   | Ред бул      | 63      | 2:02:34,598   | 3     | 25    |
| 2                                                           | 44  | Луис Хамилтон    | Мерцедес     | 63      | +22,000       | 1     | 191   |
| 3                                                           | 4   | Ландо Норис      | Макларен     | 63      | +23,702       | 7     | 15    |
| 4                                                           | 16  | Шарл Леклер      | Ферари       | 63      | +25,579       | 4     | 12    |
| 5                                                           | 55  | Карлос Саинз     | Ферари       | 63      | +27,036       | 11    | 10    |
| 6                                                           | 3   | Данијел Рикардо  | Макларен     | 63      | +51,220       | 6     | 8     |
| 7                                                           | 10  | Пјер Гасли       | Алфа Таури   | 63      | +52,818       | 5     | 6     |
| 8                                                           | 18  | Ланс Строл       | Астон Мартин | 63      | +56,9092      | 10    | 4     |
| 9                                                           | 31  | Естебан Окон     | Алпин        | 63      | +1:05,704     | 9     | 2     |
| 10                                                          | 14  | Фернандо Алонсо  | Алпин        | 63      | +1:06,561     | 15    | 1     |
| 11                                                          | 11  | Серхио Перез     | Ред бул      | 63      | +1:07,151     | 2     |       |
| 12                                                          | 22  | Јуки Цунода      | Алфа Таури   | 63      | +1:13,1843    | 20    |       |
| 13                                                          | 7   | Кими Рејкенен    | Алфа Ромео   | 63      | +1:34,7734    | 16    |       |
| 14                                                          | 99  | Антонио Ђовинаци | Алфа Ромео   | 62      | +1 круг       | 17    |       |
| 155                                                         | 5   | Себастијан Фетел | Астон Мартин | 61      | Мењач         | PL5   |       |
| 16                                                          | 47  | Мик Шумахер      | Хас          | 61      | +2 круга      | 18    |       |
| 17                                                          | 9   | Никита Мазепин   | Хас          | 61      | +2 круга      | 19    |       |
| Оду                                                         | 77  | Валтери Ботас    | Мерцедес     | 30      | Судар         | 8     |       |
| Оду                                                         | 63  | Џорџ Расел       | Вилијамс     | 30      | Судар         | 12    |       |
| Оду                                                         | 6   | Николас Латифи   | Вилијамс     | 0       | Судар         | 14    |       |
| Најбржи круг: Луис Хамилтон (Мерцедес) – 1:16,702 (круг 60) |     |                  |              |         |               |       |       |
| Извор:                                                      |     |                  |              |         |               |       |       |

## Поредак шампионата после трке
|   | Поз. | Возач          | Поени |
| - | ---- | -------------- | ----- |
|   | 1    | Луис Хамилтон  | 44    |
|   | 2    | Макс Верстапен | 43    |
| 1 | 3    | Ландо Норис    | 27    |
| 2 | 4    | Шарл Леклер    | 20    |
| 2 | 5    | Валтери Ботас  | 16    |

|  | Поз. | Конструктор | Поени |
|  | ---- | ----------- | ----- |
|  | 1    | Мерцедес    | 60    |
|  | 2    | Ред бул     | 53    |
|  | 3    | Макларен    | 41    |
|  | 4    | Ферари      | 34    |
|  | 5    | Алфа Таури  | 8     |

- Напомена: Укључено је само првих пет позиција за оба поретка.

## Напомена
1. ↑  Првобитно је планирано да се у сезони 2021. возе 23 трке,[1] али су, због пандемије ковида 19, неке трке отказане, друге додате у календар и вожене су 22 трке.[2][3]